# Basentello
A Basentello egy rövid olaszországi folyó, a Bradano legjelentősebb mellékfolyója. A Palazzo San Gervasio melletti Palazzo-fennsíkon ered (Piana di Palazoz 397 m), majd átszeli Potenza, Matera és Bari megyéket, majd a Bradanóba torkollik Masseria Sfingeta mellett. Mellékfolyója a Roviniero.